# Yomi (jeu de cartes)
Pour les articles homonymes, voir Yomi.
Yomi: Fighting Card Game (souvent abrégé en Yomi) est un jeu de cartes à l'Allemande créé par David Sirlin en 2011 et inspiré de Super Street Fighter II Turbo. “Yomi” signifie “la lecture” en Japonais, et est le jargon habituel pour “la lecture dans le jeu de l'adversaire” dans les jeux vidéo d'opposition. L'esprit de Yomi est de retranscrire en jeu de cartes des mécaniques de gameplay de jeux vidéo de combat 2D comme l'anticipation, la prise de risques et le bluff. À chaque partie, chacun des joueurs choisit un personnage et le deck qui lui est associé. Le but du jeu est de faire perdre tous ses points de vie au personnage de son adversaire, avant qu'il n'en fasse de même du vôtre.

## Les Decks et Personnages
Le jeu est composé de deux sets :
- Le set de base (composé de dix personnages)
- L'extension Ombres (ajoutant dix personnages supplémentaires au casting de base)

## Version Online
En plus d'être jouable avec des cartes physiques, il est possible de jouer en ligne contre une IA ou un autre joueur, via :
- Un navigateur web: FantasyStrike.com
- L' application Yomi sur iOS
- La version de Yomi sur Steam

## Éditions
Yomi est composé du set de base et de l'extension Ombres, est actuellement en seconde édition.

### Première édition
La première version de Yomi a été éditée en 2011.

### Seconde édition
La seconde édition de Yomi est une mise à jour de la première, et comprend:
- Plusieurs autres modes de jeu (parmi lesquels les combats par équipe 2 vs 2 et 3 vs 3[2], et un mode à 2 contre 1[3])
- Quelques modifications de mécaniques de jeu et un léger rééquilibrage des personnages [2]
- Dix personnages supplémentaires, portant le casting à vingt.

## Personnages
Yomi se déroule dans l'univers de Fantasy Strike, dont David Sirlin est l'auteur.
Un tournoi d'arts martiaux, le Fantasy Strike, est organisé par Garus Rook en Flagstone, dictature fantastique.
Les personnages jouables dans le set de base sont :
- Grave Stormborne, guerrier éolien
- Jaina Stormborne, archère phénix
- Maître Midori, mentor draconien
- Setsuki Hiruki, apprentie ninja
- Garus Rook, golem de pierre
- Jefferson DeGrey, diplomate médium
- Valérie Rose, peintre patentée
- Max Geiger, horloger minutieux
- Lum Bam-foo, panda parieur
- Argararg Garg, poisson hydromancien

À ce casting viennent s'ajouter dix personnages supplémentaires dans l'extension Ombres.
- Sirus Quince, souverain de Flagstone
- Général Onimaru, stratège militaire
- Bal-Bas-Beta, gardien automate
- Troq Bashar, brute bovidée
- Maître Menelker, dragon macabre
- M.Persephone, oracle démoniaque
- Gloria Grayson, guérisseuse porteuse d'espoir
- Gwen Grayson, vagabond maudite
- Vendetta, assassin mort-vivant
- Capitaine Zane, anarchiste de la Bloodguard

## Système de jeu
À chaque partie, chacun des joueurs choisit un personnage et le deck qui lui est associé. Le but du jeu est de faire perdre tous ses points de vie à son adversaire. Chaque carte correspond à une carte d'un jeu de 54 cartes traditionnel, et peut être jouée d'un côté ou de l'autre, chaque côté correspondant à un "move".
Il en existe quatre types :
- Les attaques -  Battent les prises et les attaques plus lentes. Perdent contre les blocages et les esquives.
- Les prises (ou "choppes") -  Gagnent contre les blocages, les esquives et les prises plus lentes. Perdent contre les attaques. La plupart des prises mettent l'adversaire à terre, modifiant sa capacité à bloquer et esquiver lors du prochain tour.
- Les blocages -  Battent les attaques, permettent de piocher une carte et se récupèrent en main à moins de subir une prise. Vulnérabilité aux cross-ups à terre. Perdent contre les prises.
- Les esquives -  Gagnent contre les attaques, et permettent de jouer un contre. Perdent contre les prises.

Deux cartes font exception, il s'agit des Jokers.
- Jokers -  Battent les prises et les attaques, mais perdent contre les blocages et les esquives. Ont pour effet de vous permettre de récupérer jusqu'à deux As dans votre défausse et/ou votre deck. Ils ont également une autre utilisation pour contrer un combo ou un contre après une esquive.

## Séquence du tour
(simultanée pour les deux joueurs)

### Phase de pioche (sauf au premier tour)
- Les joueurs piochent chacun une carte dans leurs decks respectifs.

### Phase de Combat
- Les deux joueurs jouent simultanément une carte, face cachée.
- Ils la retournent en même temps.
- On détermine le vainqueur.
- Le perdant peut jouer un Joker face cachée (qui permet d'annuler l'éventuel combo adverse) ou une carte en bluff (pour le dissuader de jouer un gros combo).
- Le gagnant peut, s'il le souhaite, enchaîner sur un combo s'il a joué une attaque ou une prise. S'il a joué une esquive, il peut jouer une carte en "contre".
- Le Joker ou la carte de bluff est révélée et défaussée.
- On calcule les dégâts infligés aux joueurs et on défausse les cartes jouées.

### Phase de Power-Up
- Les joueurs peuvent défausser des paires, des brelans ou des carrés pour chercher respectivement un, deux ou trois As dans leur défausse et/ou leur deck, et les prendre en main.
- Si un joueur a effectué un combo impliquant au moins trois cartes de rangs consécutifs, il peut chercher davantage d'As. Ceci n'est pas valable pour les figures.

## Récompenses et Prix
- 2010 - Tom Vasel's Game of the Year
- 2011 - #12 on Tom Vasel's top 100 games of all time (2011 edition)[5],[6]
- 2012 - Bestcovery Best Card Game award

## Liens Externes
- Sirlin Games website
- David Sirlin's game design blog
- Fantasy Strike website
- Yomi community wiki
- Online Yomi Rulesbook

- (en) Cet article est partiellement ou en totalité issu de l’article de Wikipédia en anglais intitulé « Yomi (card game) » (voir la liste des auteurs).